# 管狐

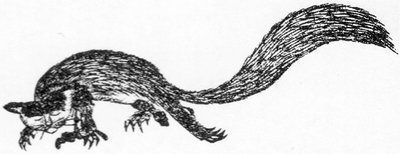
『想山著聞奇集（しょうざんちょもんきしゅう）』より「管狐 」—2007年の複写、現本は蓬左文庫蔵の嘉永3 / 1850年刊本

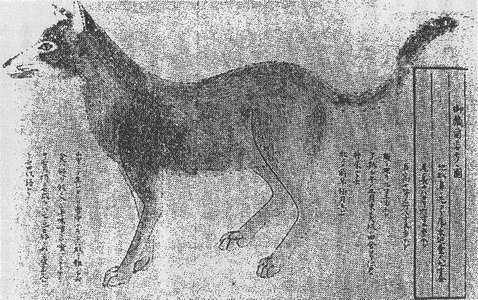
松浦静山『甲子夜話』より「くだ狐」。「体一尺二三寸」と大型である。

管狐（くだぎつね）とは、日本の伝承における憑き物の一種である。長野県・静岡県・愛知県など中部地方、さらには関東地方南部、東北地方などの一部にも伝承がある。関東の一部では同様のオサキ伝承が知られる。
管（竹筒）に収まるほどの小型の生き物の様だが、普通はその使い手にしか姿は見えない。使い手は、クダ狐の力で他人の過去を言い当てたり、未来を予言出来たりといった占術が使えるとも、また、他人に災いをもたらす呪術を使えるともされた。伝承される地方では、家が栄えると、それはクダ憑きの家だからと不名誉な噂を立てられることがあった。娘が嫁ぐ度、75匹の眷属を伴っていくという言い伝えがクダや同系の妖怪について語られる。

## 語源
竹筒の中に入ってしまうほどの大きさなのでその名がある。または、尾が管を二つ割にしたようなのでそう呼ぶと説かれる。柳田国男は「クダ」は田の神が「山を降（くだ）る」ことの意味ととらえた。

## 概説
山伏などがクダギツネを竹筒で持ち運びし、出没させてみせる、という伝承がある。あるいは使い主が懐などに飼っており、集めた情報を耳元に囁くので、その使い手（狐遣い）は、他人の過去や未来を言い当てることができるのだという。また、使い主以外にその姿は見えないとも伝わる。食事を与えると人の心中や考えを悟り、飼っている山伏に告げるともいわれる。
その大きさについては、江戸期の随筆『甲子夜話』（1841年）によれば、文政5年 / 1822年、大阪で入手され江戸で見世物になったというクダギツネは（尻尾含めず）全長1.2–1.3尺 (36–39 cm)であったとしているが、柳田國男はこの例は最大級サイズのもので、小さいものでは鼬ほどのサイズ（30cm弱?）であろうと意見している。
その小ささの形容では、ハツカネズミほど、マッチ箱くらいの大きさ等、様々な大きさの比喩がある。
三好想山の『想山著聞奇集（）』（嘉永3 / 1850年刊）にも挿絵があるが（上図参照）、顔は猫、身体は獺似、毛は鼠色で大きさはリスほど、尻尾は太かったとされる。
『善庵随筆』（1850年刊）の記述では、イタチほどの大きさで、目が縦（竪）についているほかは野狐に同じだが、ただし"毛は扶疎として蒙戎たらざるなり（繁茂して乱れていない）"としている。善庵が実見したのは、飯田町堀留（現・堀留橋付近）の町医者、伊藤尚貞が患者の皮膚下から摘出したとされる生物(?)の皮標本だった。

## 異名・地域分布
飯綱（）、オサキと同一とも説かれ、中部地方では「クダ狐」、東北ではイヅナ、関東北部ではオサキと呼び習わすことが多いとされる。関東では千葉県や神奈川県を除いて管狐の伝承は無いが、これは関東がオサキの勢力圏だからといわれる。
管狐（飯綱）は信濃国（現・長野県）の伝承で知られ、 戸隠山や付近の飯綱山（飯縄山）・飯縄権現信仰と結びついている（以下、§飯綱参照）。
管狐は、三河国（現・愛知県）や遠江国（現・愛知県）などや、こうした長野や東海地方など以外にも、関東地方南部、東北地方などの一部にも伝承がある。
しかしながら、朝川善庵によれば、管狐の使役法の取得は、山伏が霊山で修学を終えた後、大和国（奈良県）の金峯山や大峯等で山伏の官位を得る際に、山から授からねばならないとしている。また、狐使いが死ぬと関東の狐の親分の膝下の王子村に棲む様になるといわれ、そうした管狐は使役者がいないので人に憑かないとされる。

### 飯綱
飯綱は、新潟、中部地方、東北地方の霊能者や信州の飯綱使い（いづなつかい）など宗教的職能者が持っていて、通力を具え、やはり占術などに使用される。しかし、こうした予言だけでなく、依頼者の憎む人間に飯綱を飛ばして憑け、病気にさせるなどの活動も行うと信じられている。
飯綱はまた、飯縄大権現の使いとされる。よって術者（飯綱使い）は飯縄権現を信仰する行者の場合もあるが、必ずしもそうとは限らない。
飯綱使いが使役する狐の取得方法については、術者が精進潔斎し単独で山に行き、子を孕んだ母狐を訪ねて自分の養子とすると説き、出産まで餌などの世話をすることで、呼べばいつでも来る狐のしもべを得られるという旨が、『老媼茶話』中（「飯縄の法」の節）に記載されている。

### 狐憑き
狐憑きの一種として語られることもあり、地方によって管狐を有するとされる家は「クダ持ち」「クダ屋」「クダ使い」「くだしょう」等と呼ばれて忌み嫌われた。管狐は個人ではなく家に憑くものという伝承が多いが、オサキなどは家の主人が意図しなくても勝手に行動するのに対し、管狐の場合は主人の「使う」という意図のもとに行動することが特徴と考えられている。クダもオサキも尾が裂けて太いが、島根の人狐（）は尾が細く鼠の尻尾より短いのだという。
管狐は主人の意思に応じて他家から品物を調達するため、管狐を飼う家は次第に裕福になるといわれるが、初めのうちは家が裕福になるものの、管狐は75匹にも増えるので、やがては食いつぶされて家が衰えるともいわれている。この75匹に増えるという話については、クダ持ちやオサキ持ちのレッテルを張られた家があまりに増えたため、それを説明するために、嫁入りのたびに75匹の眷属を伴って家庭に入るという俗説が生まれたのだとされる。
また、クダ憑きは、他の部落で「蛇憑き」「犬神憑き」「狸憑き」などとして信じられるものと同類であり、いずれも蛇神信仰に因むものである、と小林庄次郎は論じている。